# Desmond Bagley
Desmond Bagley (ur. 29 października 1923 w Kendal, zm. 12 kwietnia 1983 w Southampton) – angielski pisarz, twórca thrillerów i powieści przygodowych, dziennikarz, podróżnik. Klasyk gatunku, stawiany obok Alistaira MacLeana i Hammonda Innesa. Kilka jego powieści zostało sfilmowanych.

## Wybrana twórczość
- The Golden Keel (1962) – wyd. pol. Złoty kil, Amber 1992, tłum. Andrzej Gostomski
- High Citadel (1965) – wyd. pol. Cytadela w Andach, Pegasus 1990, tłum. Ziemowit Andrzejewski
- Wyatt's Hurricane (1966) – wyd. pol. Huragan, AiB 1992, tłum. Jerzy Żebrowski
- Landslide (1967) – wyd. pol. Osuwisko, Garamond 1995, tłum. Krzysztof Murawski
- The Vivero Letter (1968) – wyd. pol. List Vivero, Amber 1991 lub List Vivera, Amber 2004, tłum. Andrzej Gostomski, Marta Madroń
- The Spoilers (1969) – wyd. pol. Odwet, GiG 1991, tłum. Jerzy Żebrowski
- Running Blind (1970) – wyd. pol. Na oślep, GiG 1991, tłum. Grzegorz Gortat
- The Freedom Trap (1971) – wyd. pol. Pułapka, AiB 1992, tłum. Anna Kraśko
- The Tightrope Men (1973) – wyd. pol. Na równoważni, Amber 1992, tłum. Zbigniew A. Królicki
- The Snow Tiger (1975) – wyd. pol. Lawina, AiB 1993, tłum. Andrzej Gostomski
- The Enemy (1977) – wyd. pol. Wróg, Garamond 1995, tłum. Małgorzata Semil
- Flyaway (1978) – wyd. pol. Przerwany lot, AiB 1992, tłum. Andrzej Gostomski
- Bahama Crisis (1980) – wyd. pol. Śmierć na Bahamach, AiB 1993, tłum. Grzegorz Gortat
- Windfall (1982) – wyd. pol. Spadek, Garmond 1996, tłum. Andrzej Gostomski
- Night Of Error (1984) – wyd. pol. Noc błędu, Amber 1993, tłum. Józef Radzicki
- Juggernaut (1985) – wyd. pol. Fetysz, Amber 2000, tłum. Jerzy Żebrowski